# Casearia pitumba
Casearia pitumba Sleumer – gatunek rośliny z rodziny wierzbowatych (Salicaceae Mirb.). Występuje naturalnie w Kolumbii, Wenezueli, Gujanie, Surinamie, Gujanie Francuskiej, Ekwadorze, Peru, Boliwii oraz Brazylii (w stanach Acre, Amazonas, Amapá, Pará, Rondônia, Roraima, Goiás i Mato Grosso). 

## Morfologia
PokrójZrzucające liście drzewo lub krzew.
LiścieBlaszka liściowa ma kształt od podługowato-eliptycznego do podługowato-jajowatego. Mierzy 10–20 cm długości oraz 4–10 cm szerokości, jest niemal całobrzega, ma ostrokątną nasadę i ostry wierzchołek. Ogonek liściowy jest nagi i dorasta do 5–7 mm długości.
KwiatySą zebrane po 10–20 w kłębikach.
OwoceMają kulisty kształt.